# Connellite
La connellite è un minerale, chimicamente un clorosolfato di rame.

Prende il nome dal mineralogista inglese Arthur Connell, chinmico scozzese.
Di colore azzurro, può essere confuso con la Linarite e con l'Azzurrite ed è difficilmente distinguibile dalla Buttgenbachite con la quale è isomorfa.

## Abito cristallino
Aciculare, fibroso, radiale.

## Origine e giacitura
In alcune miniere di rame.

## Forma in cui si presenta in natura
Raro ma diffuso in piccolissime quantità in alcune miniere di rame in associazione a cuprite e spangolite.

Si presenta in cristalli aciculari prismatici, talvolta in aggregati raggiati.

## Località di rinvenimento
La località classica è la Cornovaglia dove venne scoperta, anche se è frequente in Corsica a Fontana Rossa, in Sardegna ad Arenas dove è associata a spangolite e brochantite, a Catanzaro (rinvenuta assieme alla Linarite nella stessa miniera di Barite, in cui precedentemente era stata scoperta la Wulfenite) , negli USA a Bisbee (Arizona).

## Caratteristiche chimico-fisiche
- Solubile facilmente negli acidi[1]
- Densità di elettroni: 3,34 gm/cc[2]
- Indice di fermioni: 0,000267062[2]
- Indice di bosoni: 0.999732938[2]
- Fotoelettricità: 26,71 barn/elettrone[2]